# Metrichia espera
Metrichia espera är en nattsländeart som beskrevs av Lazar Botosaneanu 1977. Metrichia espera ingår i släktet Metrichia och familjen smånattsländor. Inga underarter finns listade i Catalogue of Life.